# Pseudocalyptomena graueri
Il beccolargo di Grauer o beccolargo verde africano (Pseudocalyptomena graueri Rothschild, 1909) è un uccello passeriforme della famiglia degli Eurilaimidi. Si tratta dell'unica specie ascritta al genere Pseudocalyptomena Rothschild, 1909.

## Etimologia
Il nome scientifico del genere deriva dall'aggiunta del prefissoide pseudo- ("falso", "somigliante a") a Calyptomena, nome di un genere di eurilaimi asiatici con esso imparentati, ed è quindi interpretabile come "simile a Calyptomena": il nome della specie, invece, venne scelto in omaggio all'esploratore austriaco Rudolf Grauer, particolarmente attivo nell'allora Congo Belga.

## Descrizione

### Dimensioni
Misura fra i 13,5 ed i 15,5 cm di lunghezza, coda compresa.

### Aspetto
Si tratta di uccelli dall'aspetto paffuto, muniti di corte ali arrotondate e corta coda squadrata, nonché di un corto becco non eccessivamente largo che li rende piuttosto dissimili dagli altri eurilaimidi e anzi morfologicamente somiglianti a dei passeriformi.

La livrea è nero-giallastra su fronte, calotta e tempie, mentre sottocoda, petto, gola e guance sono azzurrognoli, queste ultime due con decise sfumature biancastre: il resto del piumaggio invece è di un uniforme verde intenso, più scuro sulle ali (con le remiganti che appaiono brunastre) e leggermente più chiaro sul ventre. Il becco e le zampe sono nerastri, gli occhi sono bruni.

## Biologia

### Comportamento
Si tratta di uccelli diurni e dalle abitudini solitarie (anche se non mancano avvistamenti di gruppi di una decina d'individui o di gruppetti in associazione con altre specie di uccelli), che vivono nel folto della vegetazione arborea (col quale si confondono egregiamente grazie alla propria livrea), passando la maggior parte della giornata alla ricerca di cibo, pronti a defilarsi silenziosamente al minimo segnale di pericolo.

### Alimentazione
Il beccolargo di Grauer ha dieta essenzialmente frugivora, mangiando frutta ben matura e bacche: quando possibile, cattura anche insetti e piccoli invertebrati, oltre a cibarsi di altro materiale di origine vegetale come semi, fiori e germogli.

### Riproduzione
Il nido di questi uccelli appare simile per conformazione a quello degli altri eurilaimidi e viene costruito fra gli 11 e i 20 m d'altezza, tuttavia la loro riproduzione non è ancora stata osservata in natura. Pare che durante il periodo degli amori venga emesso un richiamo acuto e metallico, diverso dal consueto verso pigolante che questi uccelli emettono.

## Distribuzione e habitat
La specie è endemica del Rift Albertino, faglia occidentale della Rift Valley al confine fra Uganda e Congo: l'habitat di questi uccelli è rappresentato dalla volta della foresta pluviale montana primaria e dalle foreste di bambù oltre i 2000 m di quota, condizione questa riscontrabile solo in un numero assai esiguo di siti, fra cui il Parco nazionale impenetrabile di Bwindi, i monti Itombwe ed il Parco nazionale di Kahuzi-Biega.

## Tassonomia
Nel descrivere scientificamente la specie, il barone Rothschild ne ipotizzava l'affinità ai pigliamosche in virtù del loro modo molto simile di catturare gli insetti volanti, mentre i tratti di somiglianza con gli eurilaimi asiatici erano considerati frutto di mera convergenza evolutiva: in realtà, questa specie appartiene alla famiglia Eurylaimidae, nell'ambito della quale tuttavia si dimostra piuttosto lontana dalle altre specie (anche dagli altri membri africani della famiglia come Smithornis, nonché da Calyptomena al quale mutua il proprio nome scientifico) ed appartenente a un clade basale ben distinto, che ne ha fruttato il collocamento in una propria sottofamiglia monotipica, gli Pseudocalyptomeninae.